# James Hetfield
Ne doit pas être confondu avec James Hatfield.
James Hetfield est un musicien américain, né le 3 août 1963 à Downey, en Californie. Avec Lars Ulrich il est le cofondateur, chanteur et guitariste rythmique du groupe de thrash metal Metallica.

## Biographie
James Alan Hetfield, né le 3 août 1963 à Downey, en Californie, est le fils d'un chauffeur de poids lourds du Nebraska et d'une chanteuse professionnelle, tous deux très croyants et membres de la Science chrétienne. Sa famille compte des ascendances anglaises, irlandaises, écossaises, et allemandes.
La mort de sa mère, lorsqu'il est adolescent, le marque profondément. Il évoque d'ailleurs cette tragédie dans The God That Failed sur l'album Metallica, puis dans Mama Said sur l'album Load. C'est grâce à son frère David, son aîné de dix ans, qu'il s'initie d'abord au piano puis à la guitare et accessoirement à la batterie. David Hetfield devient batteur et guitariste dans un groupe amateur spécialisé dans les reprises. James avait également pris quelques leçons de piano sous la pression de sa mère. N'étant guère disposé à suivre de longues études, James fait quantité de petits boulots tout en jouant dans d'éphémères formations locales (Obsession, Phantom Lord d'où le titre d'un morceau de Metallica...). Son premier groupe sérieux est Leather Charm, jusqu’à sa rencontre avec Lars Ulrich par l'entremise d'une annonce postée dans le journal The Recycler.
Lars a des contacts dans le monde du heavy metal comme par exemple le guitariste de Diamond Head avec qui il habitera pendant un certain temps, un de ses amis produit une compilation qui met en vedette des groupes locaux. Son ami accepte de lui garder une place sur l'album, mais Lars n'a pas encore de groupe. La volonté de James de paraître sur cet album lui fait accepter de former un groupe avec Lars, Metallica est né.
Le 26 juin 1986, victime d'un accident de skateboard, Hetfield se fracture le poignet. Il ne peut que chanter et se fait remplacer par John Marshall, un roadie de Metallica.
Le 8 août 1992, il subit un  nouvel accident au stade olympique de Montréal lorsqu'un effet pyrotechnique explose littéralement sous ses pieds. James gravement brûlé à la main, au bras gauche, au visage et au dos, est rapidement transporté à l'hôpital. Guns N' Roses est en seconde partie de ce concert. Au bout de sept chansons, Axl Rose interrompt le concert, le public se révolte et entreprend de démolir le stade.
John Marshall le remplace une nouvelle fois à la guitare, James continue à chanter pour finir la tournée. Après une longue physiothérapie, James peut à nouveau jouer de la guitare.
En 2009 Hetfield est classé 8e dans le livre de Joel McIver, The 100 Greatest Metal Guitarists. Il figure également à la 24e place dans la liste des « Meilleurs chanteurs de Metal de tous les temps » du magazine Hit Parade.

## Influences musicales
James considère Aerosmith comme sa plus grande influence musicale quand il était enfant, il a même déclaré que c'est ce groupe qui l'a poussé à jouer de la guitare. D'autres groupes tels que Saxon, Motörhead, Black Sabbath, Diamond Head, Iron Maiden, Queen, Lynyrd Skynyrd, AC/DC, Blue Öyster Cult et Thin Lizzy ont également été des influences majeures sur ses goûts musicaux. Il a également cité Rush et Alice Cooper dans son discours au Rock and Roll Hall of Fame en 2009.

## Matériel

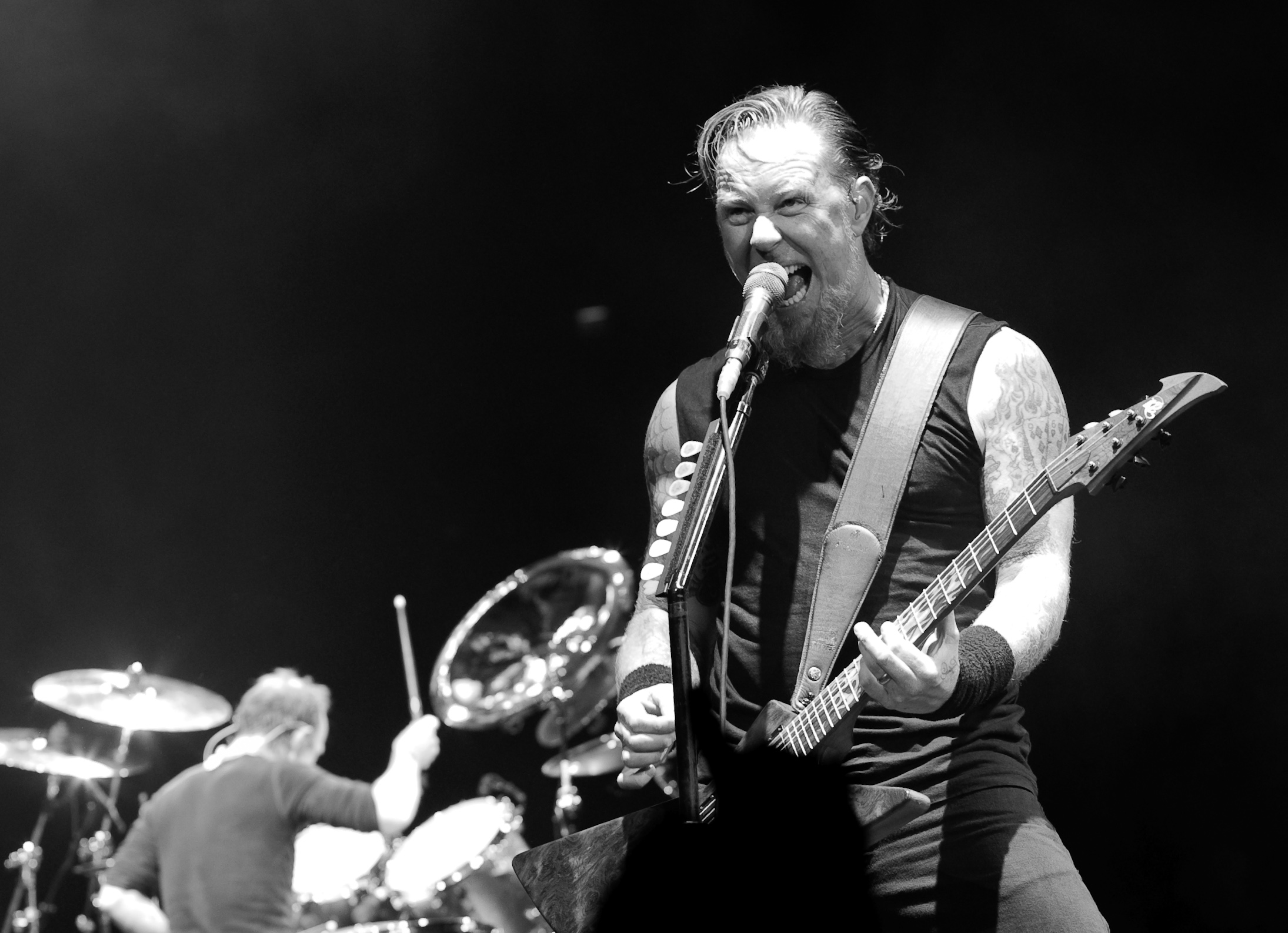
James en concert

James Hetfield, au lycée, joue sur une Gibson 69 SG Tremolo (source: Interview Guitar Center), avant d'adopter la Gibson Flying V et l'ampli Marshall. Il s'est ensuite tourné vers l'Explorer (Gibson toujours) et l'amplification Mesa Boogie, réputée pour son incroyable capacité de distorsion. Après l'enregistrement de l'album Master of Puppets, James et Kirk sont passés aux guitares ESP et à leurs fameux micros actifs (EMG-81/81 d'abord, puis EMG-60/81 sur l'album ...And Justice for All).
James possède désormais une collection d'ESP type Explorer, de diverses couleurs (noir, blanc) et motifs (flammes, diamond plate), mais aussi les incontournable ESP Snakebyte et récemment  l'ESP Vulture
Il possède également deux guitares en bois naturel de forme explorer « Ken Lawrence » fabriquées par le luthier du même nom. Il utilise également deux Flying V à flammes vertes et rouges. Il a sorti trois modèles signature de type « eclipse » (forme Gibson Les Paul) chez ESP : la « Truckster » version noire et used grey ainsi que la "iron cross" (modèle repris par la marque ESP car customisée par James durant la période « St Anger » sur base d'une gibson Les Paul).
En live, il joue sur des Mesa Boogie Triaxis et utilise le Roland JC-120 pour le canal "clean". Ses médiators sont des Dunlop white Fang 1,14 mm customisés par l'impression du logo de l'album correspondant à la période en cours. Niveau cordes, il utilise des cordes Ernie Ball RPS à tirant 11 - 48. Il est toujours impressionnant, en live, de voir combien de fois par concert il change de guitare.

## Technique musicale
James a une technique de jeu qui lui est propre : il porte sa guitare très bas, juste en dessous de l'entre-jambes. Le fait qu'il soit grand (1,86 m) et qu'il écarte souvent les jambes compense cette attitude handicapante. (Voir image en bas). Ensuite, il ne joue quasiment qu'en aller (coups de médiator vers le bas), n'utilisant l'aller-retour que si la vitesse devient trop importante comme dans les chansons Fight Fire With Fire et la fin de One qui dépasse souvent 200 BPM (battements par minute). Il tient d'ailleurs son médiator d'une façon assez originale, le tenant à trois doigts (pouce, index, majeur), sa main se positionnant comme s'il saisissait un tube. Il joue ses accords de puissance avec seulement l'index et l'auriculaire. Cette technique assure un jeu rythmique puissant et dynamique, qui convient parfaitement au style de James et à sa position dans le groupe.

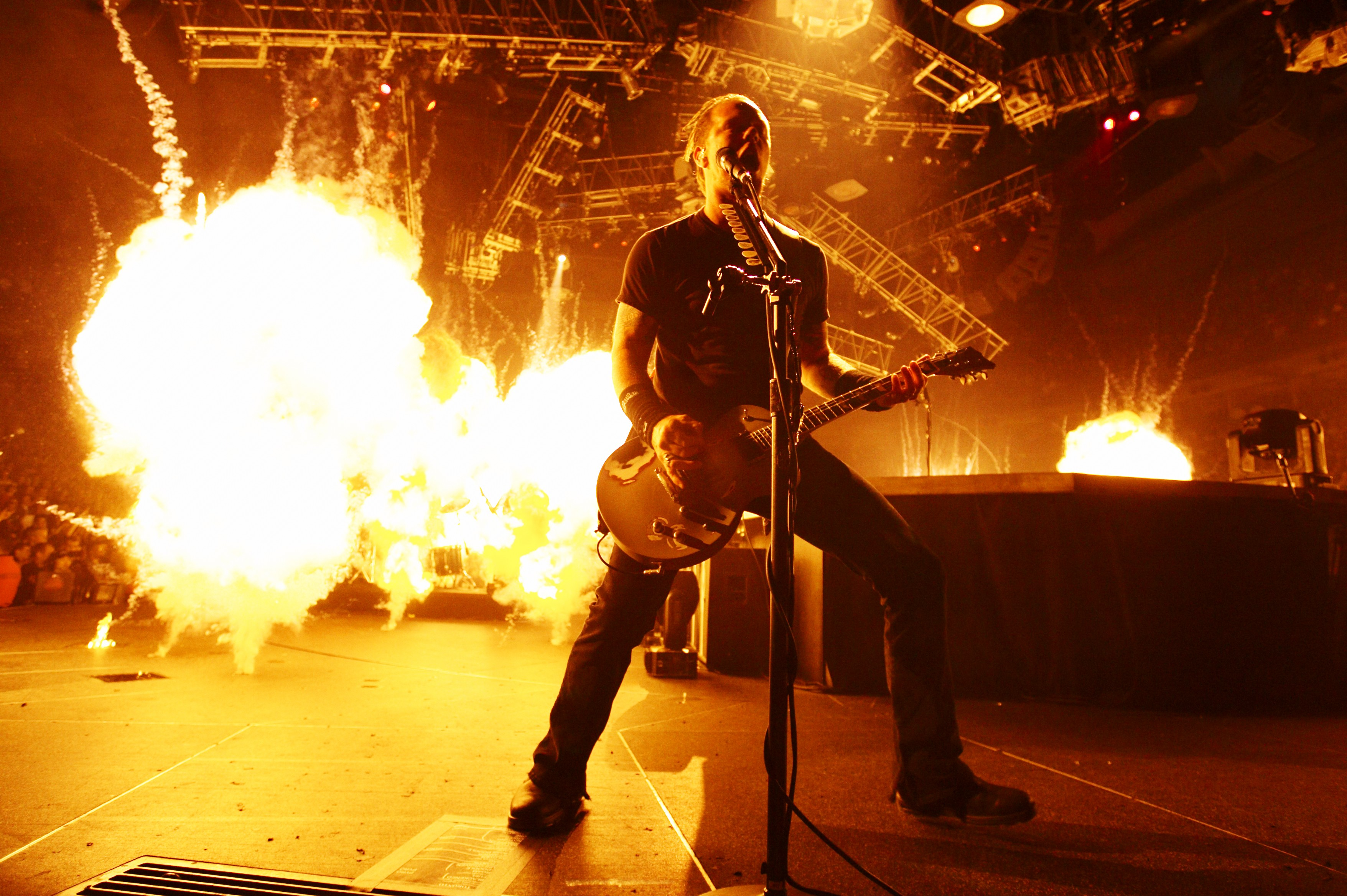
James Hetfield en concert avec Metallica au Centre Canadian Tire à Ottawa. Octobre 2004.

## Vie privée
James Hetfield s'est marié avec Francesca le 17 août 1997 et est le père de trois enfants. Le couple divorce en août 2022 après 25 ans de vie commune.
Quand il n'écrit pas ni ne joue de la musique, Hetfield affectionne une quantité de sport d'extérieurs, tels que la chasse, le skateboard, le snowboard, la motomarine (jet-ski), mais aussi travailler dans son garage à fabriquer et customiser ses voitures et motos, ou encore regarder les matchs de son équipe favorite de football américain, les Raiders d'Oakland. Il est aussi passionné d'apiculture.
James collectionne les voitures de collections, en particulier celles de 1963, et aime travailler sur des modèles classiques américains. Parmi ses préférées, une Chevy Nova 1974. Récemment, Hetfield a mis aux enchères sur eBay sa Chevrolet Camaro de 1967, les bénéfices allant à une œuvre de charité. La voiture fut utilisée dans le clip de I Disappear.
En politique, il est libertarien, opposé au contrôle des armes et favorable à la peine de mort aux États-Unis.
Il connaît des problèmes d'addiction, entre autres à l'alcool, ce qui l'a conduit en cure de désintoxication en octobre 2019, provoquant un report de la tournée de son groupe en Australie et en Nouvelle-Zélande.
Il a joué en 2024, le rôle de Simon Deasy dans le western Canadien The Thicket ou « Du sang dans la neige » en version Française.